# Natalia Rybczynski
Natalia Rybczynski – kanadyjska paleontolog. 

## Życiorys
Zajmuje się głównie ewolucyjną morfologią funkcjonalną, związkami pomiędzy ewolucją morfologii i zachowania oraz pomiędzy zmianami klimatu a ewolucją na terenach polarnych, bada również specjalizacje lokomotoryczne i budowy szczęk u kręgowców.
W 1994 roku z wyróżnieniem uzyskała licencjat (B.Sc.) w Carleton University, w 1996 magisterium (M.Sc.) z zoologii na University of Toronto, a w 2003 doktorat (Ph.D.) z antropologii biologicznej i anatomii w Duke University. Obecnie pracuje w Canadian Museum of Nature oraz jako wykładowca kontraktowy na wydziale biologii Carleton University. Przewodziła m.in. wyprawie badawczej na Devon Island, podczas której odkryto szkielet prymitywnego płetwonoga, opisanego w 2009 roku przez Rybczynski i współpracowników pod nazwą Puijila darwini. Opublikowała również kilka prac dotyczących anatomii czaszki dinozaurów i terapsyda Suminia.